# Vedde
Vedde is een plaats in de Deense regio Seeland, gemeente Sorø. De plaats telt 317 inwoners (2008).